# Salinas da Fonte da Bica

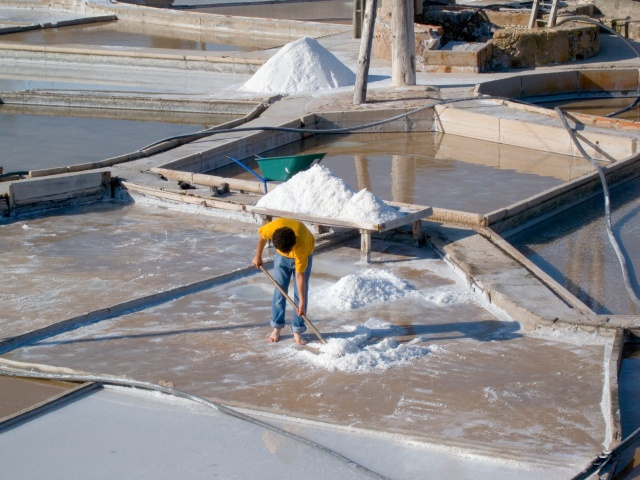
Salinas da Fonte da Bica

As Salinas da Fonte da Bica, também conhecidas por Salinas de Rio Maior, estão no vale Tifónico, no sopé da Serra dos Candeeiros, a três quilómetros da cidade de Rio Maior, em Portugal.
Nomeadas de Salinas da Fonte da Bica porque tinham proprietários da Fonte da Bica que se localizava relativamente perto, pelo que nos documentos e escrituras assim são designadas.
As Salinas da Fonte da Bica encontram-se classificadas como Imóvel de Interesse Público desde 1943.

## Descrição
São compartimentos – talhos - feitos de cimento ou de pedra, de tamanho variado e pouco fundos, para onde, por regueiras, é conduzida a água salgada que se tira de um poço.
Presentemente, a água é elevada por meio de um motor e distribuída segundo um sistema conjuntamente aceite e respeitado (nem sempre) por todos os proprietários. Os esgoteiros, as eiras e as casas de madeira para armazenagem do sal completam o conjunto do que é denominado Marinhas de Sal de Rio Maior.
Uma mina de sal-gema, extensa e profunda, segundo os técnicos, atravessada por uma corrente subterrânea que alimenta um poço, faz com que a água dele extraída seja salgada, sete vezes mais salgada que a do mar. Da sua exposição ao sol e ao vento e consequente evaporação da água obtêm-se o sal, depositado no fundo dos talhos, o qual depois é colocado em montes, em forma de pirâmides, para secar até ser recolhido.
O processo é rudimentar e semelhante ao usado nas salinas da beira-mar. Só há diferença no vale pitoresco que as rodeia, no poço, no estilo próprio dos marinheiros (como são conhecidos os homens que trabalham nas salinas), nas casas de madeira e no ar campestre que se respira.

## História
As salinas de Rio Maior têm oito séculos de História. Em 1177, Pêro d’Aragão e sua mulher Sancha Soares venderam aos Templários “a quinta parte que tinham do poço e Salinas de Rio Maior, cujo poço partia pelo Este com Albergaria do Rei; pelo Oeste com D. Pardo e com a Ordem do Hospital; pelo Norte com Marinhas da mesma Ordem; e pelo Sul com Marinhas do dito D. Pardo”. Assim diz Pinho Leal, citando o escrito comprovativo dessa venda. Este documento, que é o mais antigo que se conhece referente a Rio Maior, encontra-se arquivado na Torre do Tombo em Lisboa.
Este contrato situa-se no limiar da nossa nacionalidade, já Lisboa e Santarém tinham sido conquistadas aos mouros por Dom Afonso Henriques, e ainda este não tinha sido reconhecido rei pelo papa, o que aconteceu só em 1179.
No último quartel do séc. XII, já existia uma exploração nas Salinas, menor ou talvez maior que a de hoje. Consta, no entanto, que o poço primitivo teria sido situado mais para Norte, no sítio denominado Marinha Velha. Há notícia que esse poço, no Séc. XII ou princípios do séc. XIII, só alimentaria seis talhos.
O poço actual foi aberto, segundo a tradição, devido ao acaso. Uma rapariga que apascentava uns animais, para mitigar a sede, tentou beber numa poça de água que aflorava num juncal. O sabor fortemente salgado foi-lhe extremamente desagradável e comentou isso mesmo, quando chegou a casa. Seu pai e vizinhos apressaram-se a ir cavar em tal sítio de onde surgiu o poço actual, tendo secado depois o primitivo.
Certamente através dos séculos, a exploração das salinas fez-se por processo iguais aos de há poucos anos, quando a água era tirada com dois baldes por meio de picota (esta foi introduzida na Península Ibérica pelos árabes), mas consta que, antes da Reconquista Cristã, os romanos e depois os árabes já exploravam as Marinhas em larga escala.
As típicas tabernas eram montadas nalgumas das casas de madeira e funcionavam apenas durante a “safra”.
O seu tipicismo foi desaparecendo, mas manteve-se uma curiosa “escrita”, algo original, representando uma notável lição de psicologia aplicada. Com o trabalho duro da marinha, com noites frias e húmidas, os homens sentiam necessidade de ingerir doses avultadas de álcool, sendo por isso frequente a sua passagem pela taberna. Então o taberneiro montava a sua escrita em tábuas de madeira, com cerca de 1 metro e meio de comprimento por 10 a 15 cm de largura, cada uma delas descrevendo a conta de um freguês. Na régua era escrita, com sinais convencionais, a despesa que o cliente ia fazendo ao longo da safra e os pagamentos que ia efectuando. Cada sinal representava a bebida consumida e o respectivo preço, ficando as tábuas permanentemente penduradas nas paredes da taberna. Resultavam daqui várias vantagens: o cliente sabia sempre quanto devia e os outros ficavam a saber se ele era ou não um bom bebedor. O taberneiro, jogando com esses dados, ia recebendo com mais facilidade as suas contas. É de realçar, que o pagamento era sempre feito em sal.
Nessas épocas recuadas, o sal era uma substância importante no comércio entre os povos como moeda de troca, sendo utilizado como pagamento de jornas, daí a proveniência da palavra salário.
Além de ser apreciado como condimento – já o era pelos romanos e gregos e até por civilizações mais antigas – era usado também como modo essencial de conservação dos alimentos, já que eram desconhecidos os actuais métodos de refrigeração, sendo ainda utilizado na preparação de peles e conservação de couros.
Por todo este valor, o domínio do comércio do sal sempre foi uma preocupação primordial dos poderosos, controlando o que era enviado, com outros produtos, para o Mediterrâneo e daí para Oriente pelos Árabes, ou então para o norte da Europa pelos cristãos, através das florescentes Ordens religiosas. Foi o caso dos frades da Ordem de Cister, que por essa época fundaram a sua casa-mãe em Portugal, mais concretamente em Alcobaça, devido à generosidade e devoção de Dom Afonso Henriques.
O mar, os rios e as vias romanas, ou o que delas restavam, eram os elos de ligação entre os povos. Sendo o Rio Maior navegável até parte do seu percurso, é natural que fosse utilizado para comunicação com o Tejo, porta de saída principal para o comércio externo no qual se incluiria o sal pela sua extraordinária qualidade.
Devia ser o comércio o motivo que levou os Templários a comprar, como se viu anteriormente “um quinto do poço e salinas de Rio Maior “, parte delas pertencia já à Ordem do Hospital.
Nessa época, começaram a surgir nos caminhos as albergarias, com o fim de abrigar peregrinos e doentes, tendo sido esta a causa principal da fundação da Albergaria do Rei, também adquirida pela Ordem dos Templários.
Terá sido instituída e frequentada pelo rei, que lá pernoitava, aquando das suas deslocações de e para o Paço de Coimbra durante as guerras com os árabes, provindo daí o seu nome.
Por essa venda de 1177, começo “documentado” da história das Marinhas de Rio Maior, vê-se que parte do poço e salinas já pertenciam a particulares, não sendo claro se essa propriedade foi adquirida aos árabes pelo direito de presúria ou se estas já pertenciam a homens livres, quando a região foi ocupada pelos árabes. É provável que se tratasse de bens apropriados aquando da conquista por Dom Afonso Henriques.
A existência das Marinhas durante estes séculos confunde-se com os interesses e vicissitudes dos seus proprietários e da própria região.
A Ordem dos Templários, proprietária de parte do poço e salinas como atrás referimos, foi extinta em 1312, tendo todos os seus bens passado para a Coroa, sendo entregues à Ordem de Cristo em 1319, por ordem de Dom Dinis.
No entanto, Maia Alcoforado em 1877, no artigo "A indústria do sal", na revista "Museu Tecnológico" citado por Mário Vieira de Sá, no livro “ Sal Comum “, refere que as Marinhas pertenceriam à Casa de Bragança até à proclamação de Dom João IV, tendo-as este monarca vendido ao Conde de Vimioso, “cujos herdeiros as terão alienado mais tarde a diferentes proprietários a quem hoje pertencem”.